# Робъртс (окръг, Тексас)
Вижте пояснителната страница за други значения на Робъртс.
Окръг Робъртс (на английски: Roberts County) е окръг в щата Тексас, Съединени американски щати. Площта му е 2393 km², а населението - 887 души (2000). Административен център е град Маями.